# Adriaan van Maanen
Adriaan Van Maanen (Sneek, 31 maart 1884 - Pasadena (Californië), 26 januari 1946) was een Nederlands-Amerikaans astronoom.
Adriaan van Maanen was lid van de familie Van Maanen en kwam uit een welgesteld gezin uit Friesland. Hij studeerde sterrekunde aan de Universiteit van Utrecht, waar hij in 1911 promoveerde bij Albertus Antonie Nijland op The Proper Motions of 1418 Stars in and near the Clusters h and χ Persei. Daarna werkte hij kort aan de Universiteit van Groningen.
Hij vertrok in 1911 naar de Verenigde Staten om te gaan werken als onbetaalde vrijwilliger bij het Yerkes Observatorium. 
Binnen een jaar kreeg hij een aanstelling aan het Mount Wilson Observatorium, waar hij werkte tot zijn dood in 1946. In 1917 ontdekte hij een witte dwerg die sindsdien de Ster van Van Maanen genoemd wordt.
Hij is bekend door zijn astrometrische metingen van interne bewegingen in spiraalnevels. Omdat hij van mening was dat zulke nevels in het Melkwegstelsel gelegen waren, waren zijn metingen in tegenspraak met de ontdekking van Edwin Hubble dat de Andromedanevel en andere nevels extragalactische objecten waren. De snelheid die hij mat waarmee de nevels roteerden, zou betekenen dat de Cepheïden, die Hubble gebruikte om de afstand tot de nevels te berekenen, sneller bewogen dan de lichtsnelheid. In 1935 werd geconcludeerd dat omdat de berekeningen van Hubble van de afstand van extragalactische Cepheïden correct was, Van Maanens astrometrische metingen incorrect zouden moeten zijn.
Wat was de oorzaak van Van Maanens meetfouten? Van Maanen gebruikte een stereo-blinkcomparator waarmee hij nieuwe platen vergeleek met 10–20 jaar oude platen, en door tussen deze twee platen te blinken kon hij kleine verschillen in de posities van de objecten vinden. Zijn referentie-objecten waren veldsterren die dicht bij de rand van de platen lagen. Hij hield echter geen rekening met het feit dat door optische effecten deze sterren enigszins versmeerd waren naar de rand, en verschillend voor de twee platen. Dit veroorzaakte systematische fouten in schijnbare bewegingen die niet echt waren.
Een andere mogelijke uitleg is dat Van Maanen eenvoudig zag wat hij sinds jaren geoefend had te zien. De overtuiging dat de spiraalnevels relatief dichtbij stonden en daardoor een detecteerbare rotatie hadden, was tamelijk wijdverspreid in het begin van de 20e eeuw. Van Maanen vond eenvoudig waar hij naar zocht.
De maankrater Van Maanen is naar hem genoemd.